# Fünf Pennies
Fünf Pennies (Originaltitel: The Five Pennies) ist eine musikalische Filmbiografie aus dem Jahre 1959 unter der Regie von Melville Shavelson. In der Hauptrolle des berühmten Jazzmusikers Red Nichols ist Danny Kaye zu sehen. Die Handlung geht dabei sehr idealisierend mit der echten Biografie von Nichols um. Tragende Rollen sind mit Barbara Bel Geddes, Louis Armstrong,  Harry Guardino, Bob Crosby und Bobby Troup besetzt.
Der Film war für insgesamt vier Oscars nominiert.

## Handlung
Der talentierte, aber naive Kornett-Spieler Red Nichols reist im Jahre 1924 aus seiner kleinen Heimatstadt in Utah in die Großstadt New York City. Er beginnt in der Band von Will Paradise zu arbeiten und findet bald durch seine ungewöhnliche Art zu spielen Aufmerksamkeit. Er heiratet die Sängerin Willia Stutsman und sie gründen ihre eigene Dixieland-Gruppe unter dem Namen The Five Pennies (eine Anspielung auf Nichols’ Namen, da ein Nickel so viel wie fünf Pennies ist).
Gerade als Red Nichols auf dem Höhepunkt seiner Karriere angekommen ist, erkrankt Reds und Willas Tochter Dorothy schwer an Polio. Die Familie zieht sich aus dem Musikgeschäft zurück und lebt nun in Los Angeles. Dorothy macht gesundheitliche Fortschritte und als sie schließlich ein Teenager ist, erfährt sie vom früheren Ruhm ihres Vaters als Musiker. Sie überredet ihn, eine Comeback-Tournee zu starten. Diese droht zunächst ein Fehlschlag zu werden, auch, da Red sich nicht von seinem früheren, mittlerweile als veraltet geltenden Musikstil trennen will. Am Ende erscheinen viele berühmte Kollegen aus Reds Vergangenheit, die seinem Comeback schlussendlich zum Erfolg verhelfen.

## Synchronisation
Die deutsche Synchronfassung entstand bei der Berliner Synchron. Fritz A. Koeniger schrieb das Dialogbuch und Volker J. Becker führte Regie. Danny Kaye ist sowohl in der englischen Originalfassung, als auch in der deutschen Synchronfassung als Sänger zu hören. Die deutschen Texte prägte er sich phonetisch ein.
| Rolle          | Darsteller         | Synchronsprecher  |
| -------------- | ------------------ | ----------------- |
| Red Nichols    | Danny Kaye         | Georg Thomalla    |
| Willa Stutsman | Barbara Bel Geddes | Sigrid Lagemann   |
| als er selbst  | Louis Armstrong    | Eduard Wandrey    |
| Tony Valani    | Harry Guardino     | Harry Wüstenhagen |
| Will Paradise  | Bob Crosby         | Eckart Dux        |
| Artie Schutt   | Bobby Troup        | Joachim Nottke    |
| Jimmy Dorsey   | Ray Anthony        | Edgar Ott         |
| Dave Tough     | Shelly Manne       | Peter Schiff      |
| Tommye Eden    | Valerie Allen      | Renate Küster     |

## Produktionshintergrund
Danny Kaye musste für den Film das Instrument Kornett lernen, so dass es äußerlich echt aussieht, wenn er im Film spielt. Zu hören ist jedoch der echte Red Nichols, der das gesamte Kornettspiel für den Film aufnahm.
Die Filmbauten schufen Hal Pereira und Tambi Larsen, die Ausstattung besorgten Sam Comer und Grace Gregory. Edith Head zeichnete für die Kostüme verantwortlich. Wally Westmore überwachte das Make-up und die Maskenherstellung. W. Wallace Kelley besorgte die Kameraarbeit des zweiten Regieteams (Second Unit); Farciot Edouart und John P. Fulton besorgten die Spezialfotografie.
Nichols spielte die Filmmusik mit einem Studioorchester (u. a. Dick Cathcart, Stan Wrightsman, George Van Eps, Allan Reuss, Nick Fatool) sowie seiner Band Five Pennies (Benny Carter, Wayne Songer (as), Elmer „Moe“ Schneider (tb), Heinie Beau (cl), Eddie Miller (ts), Joe Rushton (bassax), Gene Plummer (p), Morty Corb (kb), Shelly Manne (dr) Danny Kaye, Susan Gordon (vcl), Louis Armstrong) unter der Leitung von Leith Stevens ein. Die Aufnahmen fanden in den Paramount-Studios in Los Angeles zwischen dem 1. und 20. Oktober 1958 statt.

## Rezeption

### Veröffentlichung, Kritik
Der Film wurde am 18. Juni 1959 in New York uraufgeführt, amerikanischer Massenstart war am 30. Juni 1959 in Los Angeles. Der Film erhielt in Amerika überwiegend positive Kritiken. In Deutschland startete Fünf Pennies am 29. Januar 1960.

„The Five Pennies ... ist überraschend erbaulich für Auge und Ohr. Als sorgsame Dramatisierung des gehetzten Lebens dieses bekannten Jazzmannes, „Loring“ Red Nichols, kam die mit Liedern gefüllte Geschichte gestern in das Kapitol-Kino und ist höchst genießbarer Schmaltz, serviert mit einem Dixieland-Beat bei einigen authentischen Sängern ... Tatsächlich vollbringt das Team von Kaye und Armstrong, die ihr meisterhaftes Markenzeichen des Scat-Gesangs gebrauchen, Wunder mit dem neuem, hübschen Text zu ‚When the Saints Come Marching In‘. Danny Kaye und Kollegen nehmen sie bei The Five Pennies auf eine Reise mit, die vielleicht an ein paar Stellen übersentimental ist, aber eine die hoch unterhaltsam ist.“

„Solide und erfrischende Biografie mit eindrucksvollen Musikeinlagen.“

### Auszeichnungen
Nominierungen bei der Oscarverleihung 1960
- Beste Kameraarbeit (Farbfilm) für Daniel Fapp
- Bestes Kostümdesign für Edith Head
- Bester Originalsong für Sylvia Fine und ihr Lied The Five Pennies
- Beste Filmmusik für Leith Stevens